# Zarándoklat

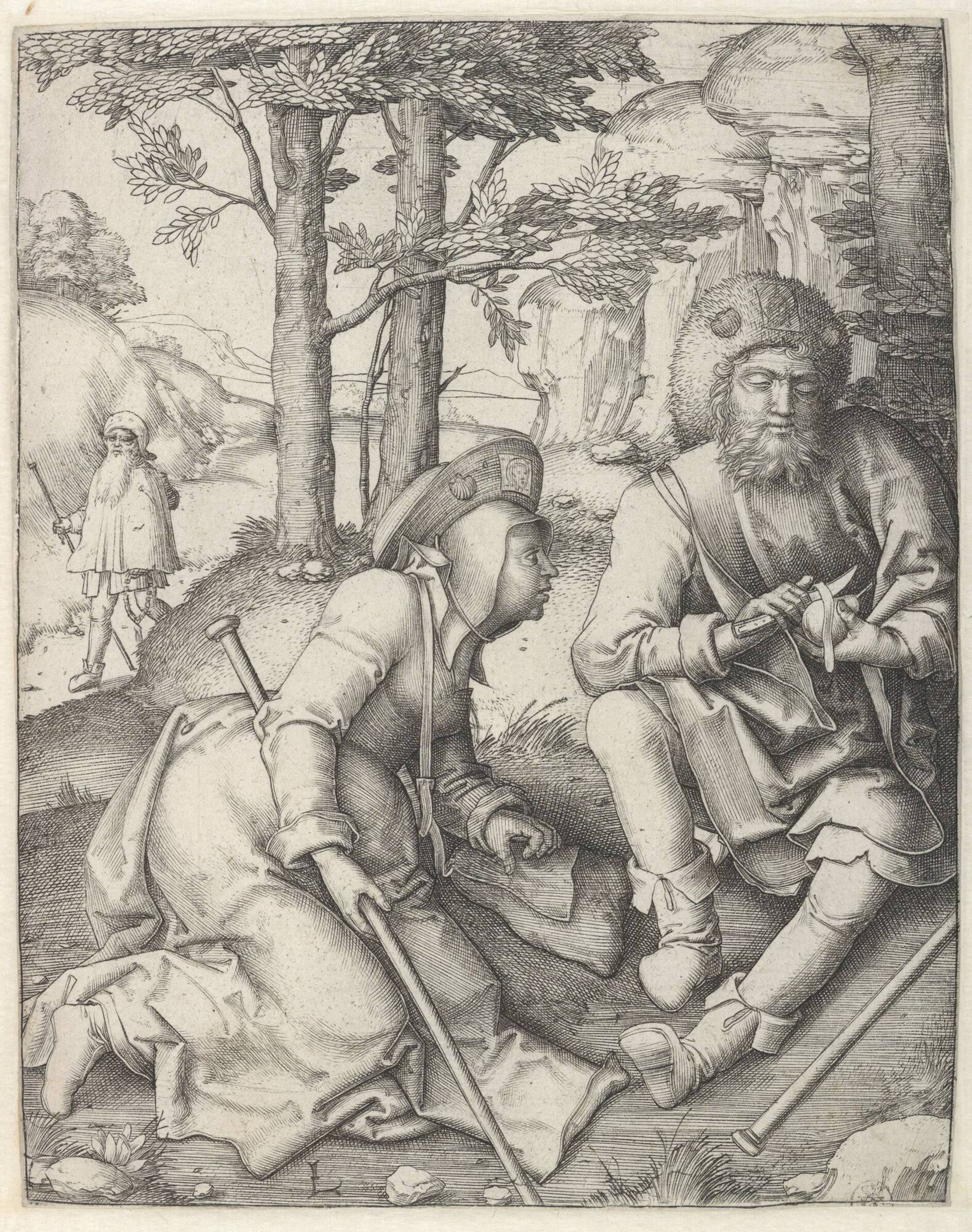
Lucas van Leyden: Pihenő zarándokok

A zarándoklat vagy zarándokút (lat. peregrinatio religiosa) egy hívő vagy zarándok által tett vallási vagy spirituális jelentőségű utazás egy szentnek tartott bizonyos helyre. 
Egy zarándoklat során ugyanakkor természetesen nemcsak az úti célra történő megérkezésen, hanem magán a testet és lelket egyaránt erősítő utazáson is komoly hangsúly lehet. A zarándoklat sajátos, aktív meditációs gyakorlat.
Szimbolikus értelemben a zarándokút mind beavatás, mind pedig az engedelmesség kifejezése. Nagy morális jelentőségű, és visszavezethető arra a régi hitre, hogy a természetfeletti erők bizonyos helyeken kimondottan kifejtik erejüket.
Az iszlámban ez a hely elsősorban Mekka, Mohamed próféta szülővárosa. A hinduizmusban főleg a Gangesz partján fekvő Benáresz. A buddhistáknál Buddha, a katolikus és ortodox keresztények esetében általában Jézus Krisztus, Szűz Mária vagy egy bizonyos szent életének kulcsfontosságú állomása.
Zarándokutak az ókori görögöknél és az ókori rómaiaknál is léteztek, akik vallási okokból látogattak el egy-egy távoli templomhoz. A germánok pedig szent erdei területeket kerestek fel.
A zarándokút minden esetben társas esemény is, hiszen az út során találkoznak és tapasztalatot cserélnek a hívők; nagyon gyakran olyanok, akik korábban még sosem találkoztak egymással. Emellett pedig sok esetben szolgálja a kegyhelyek, zarándokhelyek finanszírozását is, amelynek keretében a hívők támogatják az adott hely kultúráját, oktatását és további fennmaradását.

## Judaizmus
A jeruzsálemi templom 70-ben történt elpusztítása óta a keresztény vagy iszlám vallásban megszokott zarándoklatok már nem léteznek a zsidóság esetében.
Korábban a Pészah, Sávuót és Szukkót alkalmával voltak zarándoklatok, ezekről még a Talmud is tartalmaz fontos előírásokat. Ezen zarándokutak célállomása - felépítése óta - a jeruzsálemi templom volt. A mai zsidó vallásban ezzel szemben már semmilyen vallási jelentősége nincs a zarándoklatnak.

## Kereszténység
A zarándoklat vagy másképp búcsújárás a római katolikus egyházban és az ortodox kereszténységben a szent helyek látogatása. A keresztény zarándoklatok célja a vezeklés, a lelki megtisztulás, a valamilyen betegségből való gyógyulás vagy a bizonyos ügyért történő imádkozás.

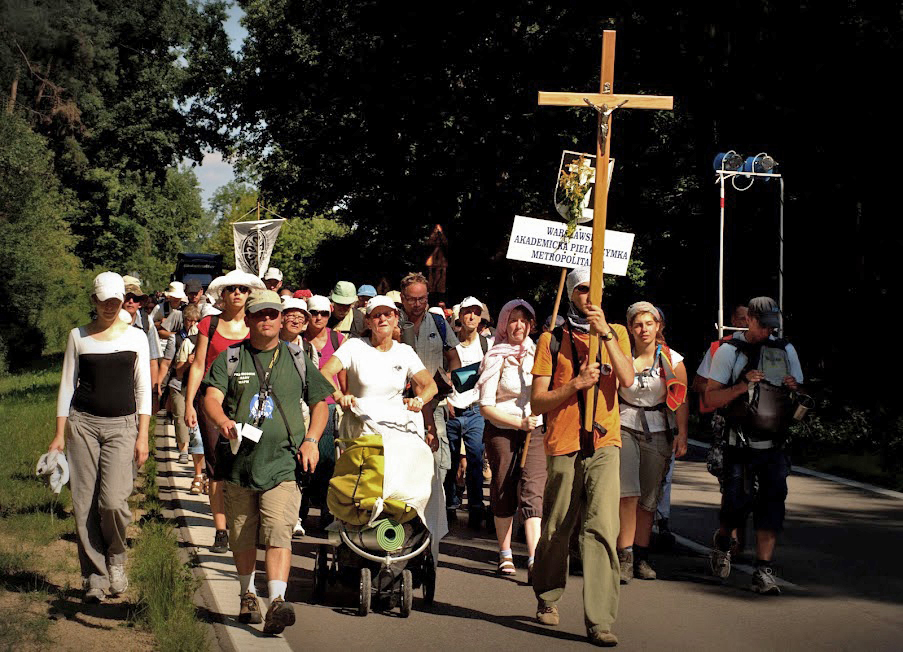
Jasna Górába igyekvő zarándokok

Amikor a 4. században a keresztények üldözése megszűnt, Konstantin császár és anyja, Heléna Bethlehemben és máshol is templomokat emeltek. A zsidók jeruzsálemi zarándokútjainak mintájára a korai középkortól a keresztények is elkezdték felkeresni a saját szent helyeiket. 
A középkorban terjed el a zarándoklás a kegyképet vagy szobrot őrző Mária-templomokhoz, ahol a hívek búcsút nyerhettek. A búcsújárás élénk vallási mozgalommá vált, különösen azokon a helyeken ahol a természetfölötti világ megnyilatkozását az egyház által is elismert csodák jelezték.
Csaknem valamennyi galliai hívő életében legalább egyszer elzarándokolt Szent Márton sírjához – a Frank Birodalom leglátogatottabb búcsúhelyéhez. A gazdagabb és bátrabb zarándokok eljutottak Rómába, még távolabbi tájakról is; magukkal vitték püspökük leveleit, amelyek lehetővé tették nekik az útközben emelt zarándokszállókban való éjszakázást.
Az úton lévők elszállásolása az irgalmasság gyakorlásának része volt, és ennek köszönhetően a szállásadó is részesülhetett a zarándokút áldásában. A 11-13. században azonban kolostorok és különböző kegyes alapítványok tartottak fenn szálláshelyeket (hospitium) a fő zarándokutak mentén.
A Jeruzsálembe eljutott zarándokokat már valóságos szenteknek tartották; s ha útjukról visszatértek kimeríthetetlen kíváncsisággal hallhgatták elbeszéléseiket viszontagságaikról.
Az utakról szóló beszámolókat többen feljegyezték az utókor számára. Gyakran szóltak arról, hogy látták Efezusban a Hét Alvó Szent barlangját, Khalkédónban Szent Tekla celláját, Melitenében az arannyal kirakott bazilikát, mely magában rejtette Szt. Polyeuktos csontjait stb.
A középkorban a keresztény zarándoklat a hit bizonyítását szolgálta, hiszen a zarándokhelyek gyakran messze voltak, az oda vezető út fárasztó és olykor veszélyes is volt, mert például az átkelőknél, hegyszorosoknál gyakran rablók leselkedtek. Ezért nagy jelentősége volt annak a fogadalomnak, hogy egy bizonyos határidőn belül valaki zarándokútra kerekedik (votum peregrinationis). A hatásosság érdekében barátok jelenlétében, hangosan szólva, térdre ereszkedve és az égbe emelt karokkal került sor erre a fogadalomtételre.
Ezután részletes előkészületekre került sor a hosszadalmas út megszervezése és finanszírozása érdekében. Ennek során általában végrendelet is készült arra az esetre, ha a zarándok nem térne haza, és idővel kialakult az úgynevezett zarándokjog (ordi peregrinorum vagy lex peregrinorum).
A zarándokutakat az uralkodók is szabályozták és óvták. A 12. századból ismertek ilyen védelmi intézkedések, amelyeket V. Magnus norvég király készített a Nidarosi katedrálishoz tartó zarándokok számára. Ezt a privilégiumlevelet III. Celesztin pápa is megerősítette.
Érdekesség, hogy a késő középkorban nem feltétlenül kellett személyesen részt venni egy-egy zarándoklaton: előfordult az is, hogy pénzért küldtek maguk helyett (hivatásos) zarándokokat a vezeklésre ítélt emberek. Előbbiek aztán zarándokérmékkel bizonyították, hogy valóban elérték a célt. Ezeket azonban gyakran hamisították. A fárasztó jeruzsálemi zarándoklatot helyettesítendő bizonyos helyeken ún. labirintusjáráson lehetett részt venni.  Ilyen labirintusokat máig használnak, például a Chartres-i katedrálisban, vagy Pannonhalmán (ez utóbbi azonban modern építésű).
Róma egyébként azután lett a zarándokok fő célpontja, miután a pápák meghirdették a szentéveket. Az első ilyen nagyarányú szentévi zarándoklat 1300-ban volt, amikor állítólag két millióan keresték fel a várost.

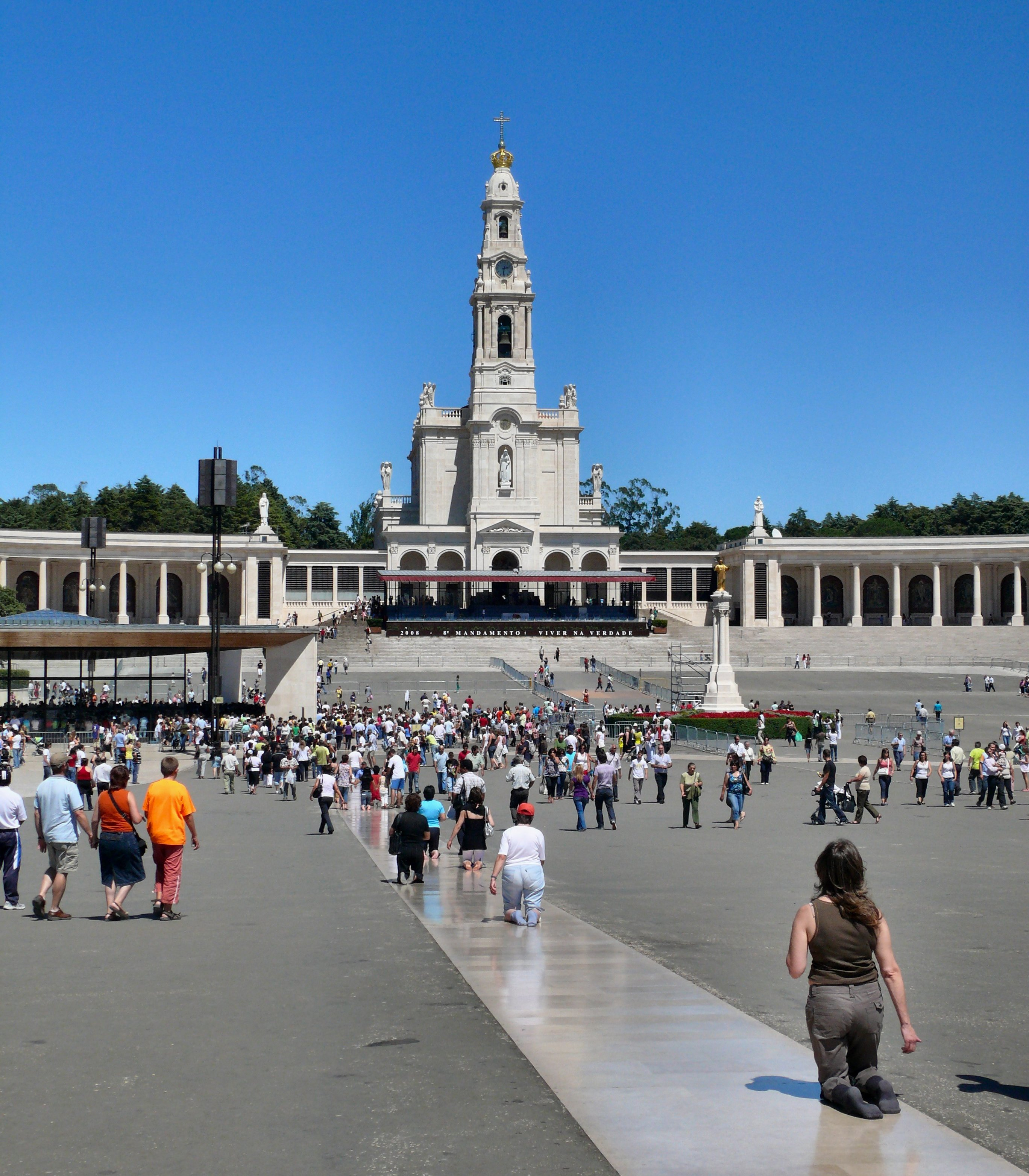
Zarándokok a portugáliai Fátimában

### Zarándokhelyek
Keresztény szempontból különös jelentőségű zarándokhelynek számít Péter apostol és Pál apostol sírja Rómában, Idősebb Jakab apostol sírja Santiago de Compostela városában, amelyhez a népszerű Szent Jakab-út (El Camino) vezet, továbbá kiemelkedők a Szentföld különböző helyszínei. Emellett léteznek kisebb zarándokhelyek, valamint olyanok is, amelyeket a Szentszék, illetve az illetékes püspök nem ismer el. A leghíresebb példa ez utóbbira Međugorje Bosznia-Hercegovinában, amelyet a római katolikus egyház nem ismer el a Mária-jelenések helyeként.
Több tízezer keresztény zarándokhely létezik a világon, amelyek közül a legnagyobb érdeklődésre évről évre a Guadalupei Szűzanya tarthat számot Mexikóban (kb. 20 millió zarándok). Ezt követi kb. 18 millió zarándokkal Róma, Aparecida Brazíliában (kb. 8 millió), San Giovanni Rotondo Olaszországban (kb. 7 millió),  Lourdes Franciaországban (kb. 5 millió) és Częstochowa Lengyelországban. További jelentős zarándokhelyek: Fátima (Portugália), Padova (Olaszország), Assisi (Olaszország), Santiago de Compostela (Spanyolország), Mariazell (Ausztria), Loreto (Olaszország) és Canterbury (Anglia).

## Iszlám

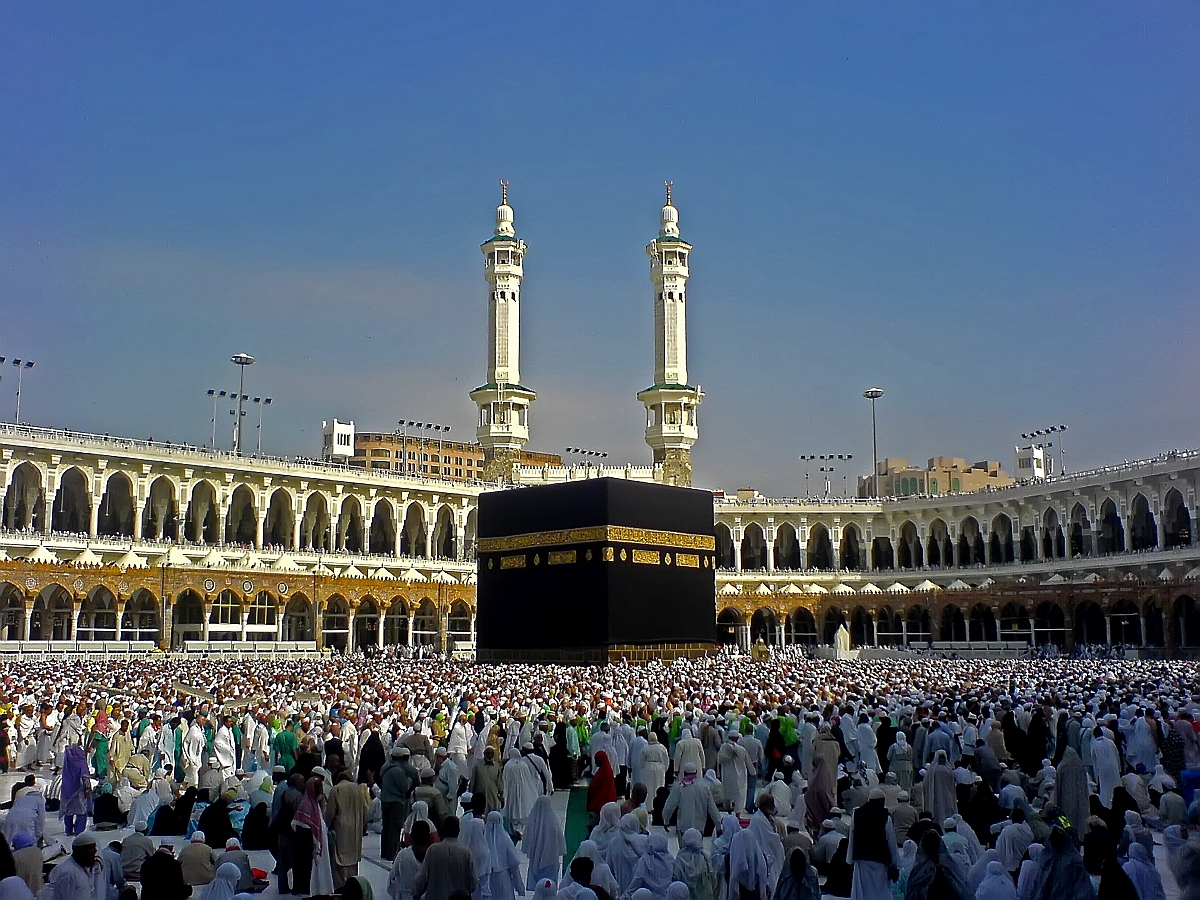
Zarándokok a mekkai nagymecsetben a Kába-szentélynél

A mekkai zarándoklat az iszlám egyik pillére. Minden muszlim kötelessége legalább egyszer életében – ha anyagilag és egészségileg megteheti – elvégezni a zarándoklatot Mekkába, a Szent Mecsethez.
A második legfontosabb hely a muszlimok számára Medina városában az Al-Mászdzsid an-Nabawi (a Próféta Mecsetje). A harmadik legszentebb helyszín az Al-Aksza-mecset a jeruzsálemi Templom-hegyen. Az elmúlt évtizedek politikai konfliktusai miatt azonban ez utóbbi hely kevésbé volt népszerű a muszlimok körében, hogy ide zarándoklatot tegyenek.

## Buddhizmus

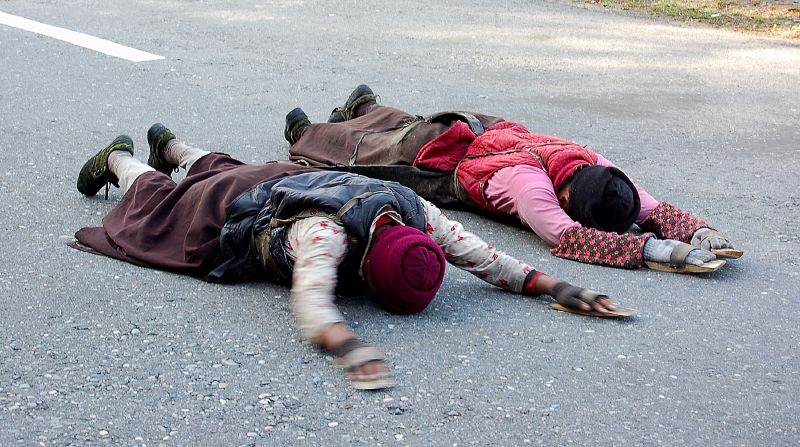
Tibeti buddhisták a földig borulva haladnak Lhásza felé

A buddhizmus legfontosabb zarándokhelyei az észak-indiai Gangesz-síkságon és Dél-Nepálban helyezkednek el, a Delhi és Rádzsgír közötti területen, ahol Buddha élt és tanított. Az életéhez kapcsolódó helyek mára fontos zarándokhelyekké váltak. A Buddhához kapcsolódó négy legfontosabb helyː
- Lumbinī: a születési helye
- Bodhgayā - a megvilágosodásának helye
- Szārnāth: ahol az első prédikációjátt hirdette és mozgásba hozta a Dharmát
- Kuśīnagar: ahol belépett a Parinirvāṇába.

Ezentúl számos olyan országban, amely többnyire buddhista vallású, vannak még más szentélyek és helyek, amelyeket a zarándokok felkeresnek.

## Hinduizmus

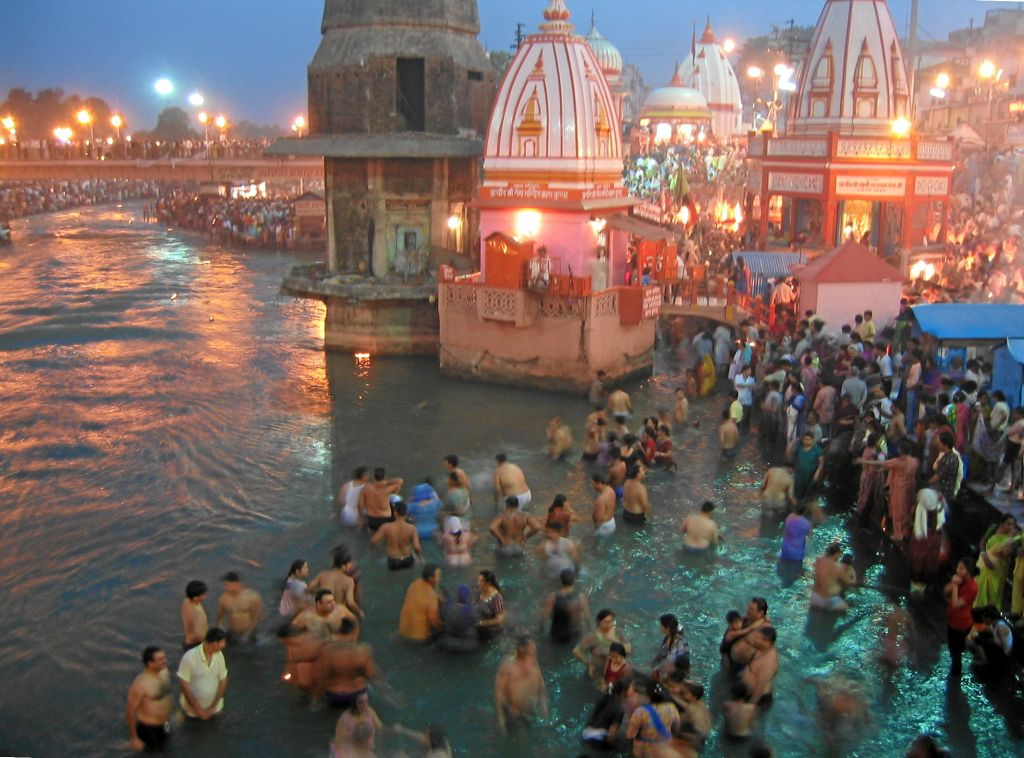
A haridvári Har-Ki-Pairi Ghat a Kumbh Melá idején

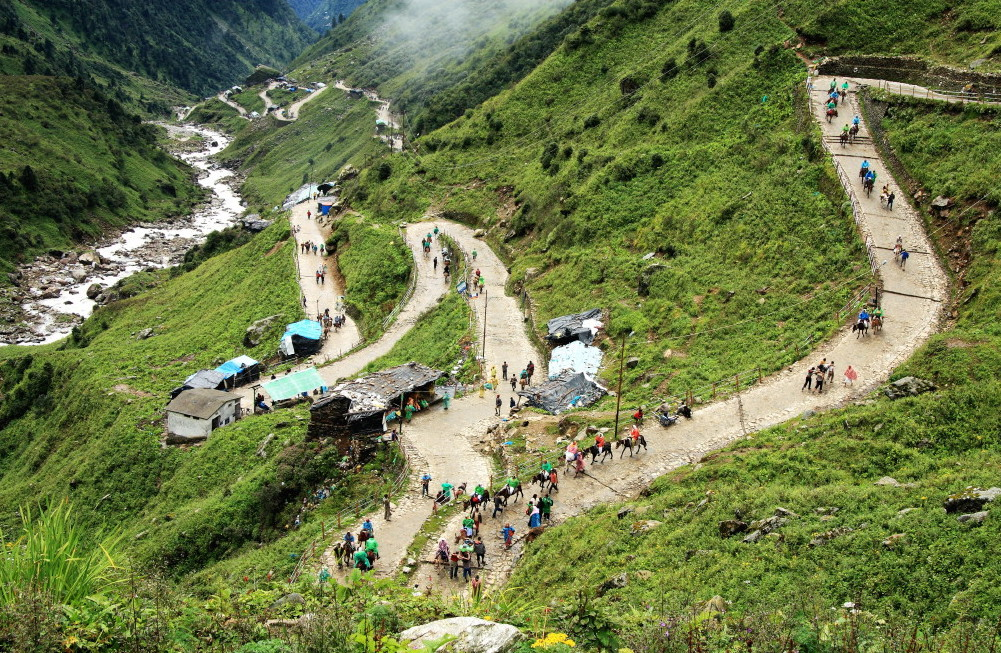
Zarándokok úton a himalájai Kedarnáth felé

A világ legnagyobb zarándoklata a Kumbh Melá. 2001-ben a Maha Kumbh Melára 60 millió ember látogatott el, ezáltal ez lett a világ legnagyobb zarándokhelye.
A legtöbb hindu zarándokhely különböző istenek életének eseményeihez kötődik. Szinte minden hely válhat zarándokhellyé, de általában szent városokról, folyókról, tavakról és hegyekről beszélhetünk.
A hinduk nem kötelesek zarándoklatokat végezni, de a vallásuk arra buzdítja őket, hogy életükben legalább egyszer menjenek zarándokútra. Sokan ehhez közeli zarándokhelyet választanak, de azok, akik megengedhetik maguknak, távolabbi, híresebb helyszíneket is felkeresnek.
Indiában a "négy égtáj" hindu szent helyeiː Puri, Rámesvaram, Dvárka és Badrináth. A Himalájában kiemelhető még Kedarnáth, Gangotri és Yamunotri. További híres szent városok és helyek a puranikus szövegek alapján: Váránaszi, Prayag, vagy más néven Alláhábád, Haridvár, Risikés, Mathura - Vrindavan, Kurukshetra, a Bhagavad Gita földje Harijána és Ajodhja területén, továbbá szent folyók a Gangesz és a Krisna. 
Viszonylag új zarándokhelyek: Belur Math, a világméretű Ráma-Krishna mozgalom központja Nyugat-Bengáliában, a Dakshineswar Kali-templom Kolkatában; a Vivekananda szikla-emlékmű Kanyakumari-ban; a Sri Ramana Ashram Tiruvannamalai-ban ; a Sri Radha Krishna mandir Bengaluruban.

## Dzsainizmus
A dzsainizmus legismertebb és leghíresebb zarándokhelye a Csota Nágpur keleti végében fekvő Parasnath-hegy; a hagyomány alapján Pársvanátha nirvánába menetelének helyszíne. További zarándokhelyekː az Ábú-hegyen épült Dilvara-templomok, Girnár, Pálítáná, Ranakpur, Sravánabélagóla, Satrundzsaja.